# Asplenium bireme
Asplenium bireme là một loài thực vật có mạch trong họ Aspleniaceae. Loài này được C.H. Wright miêu tả khoa học đầu tiên năm 1908.